# 皮耶韦-迪科里亚诺
皮耶韦-迪科里亚诺（義大利語：Pieve di Coriano），曾是意大利曼托瓦省的一个市镇。总面积12平方公里，人口1050人，人口密度87.5人/平方公里（2009年）。国家统计（ISTAT）代码为020040。
2018年1月1日，皮耶韦-迪科里亚诺、雷韦雷及维拉波马三个市镇合并为新的市镇曼托瓦诺镇。皮耶韦-迪科里亚诺从而成为曼托瓦诺镇的一个分区。